# Edwin Gray Lee
Edwin Gray Lee (Bedford, 27 maggio 1836 – Yellow Sulphur Springs, 24 agosto 1870) è stato un generale statunitense confederato durante la guerra di secessione americana. 
Era un membro della famiglia Lee e cugino di secondo grado di Robert E. Lee

## Biografia
Lee è nato da Edmund Jennings Lee II e Henrietta Bedinger nella loro casa di Bedford, Virginia (oggi Virginia Occidentale). Suo nonno, Edmund Jennings Lee Sr., era il fratello del nono governatore della Virginia ed eroe della guerra di indipendenza americana Henry Lee III (Lighthorse Harry). Suo padre era un avvocato ed, a differenza di molti dei parenti di Lee, rimasto fuori della vita pubblica. Suo padre si oppose alla secessione della Virginia dagli Stati Uniti.
Lee frequentò la scuola di Benjamin Hallowell in Alexandria, in Virginia, e si è laureato al College di William e Mary nel 1852. Ha conseguito la laurea in legge nel 1859 al Washington College.
Edwin ha sposato Susan Pendleton, figlia del generale confederato William N. Pendleton il 16 novembre 1856. Non hanno avuto figli.
Durante la Guerra Civile, ha servito come collaboratore del Colonnello Thomas J. Jackson, ed era alla prima battaglia di Bull Run, nella campagna della Valle di Jackson del 1862, nella Battaglia dei Sette Giorni, nella seconda battaglia di Bull Run e nella Battaglia di Cedar Mountain. È stato catturato nella battaglia di Antietam, e poi rilasciato sulla parola. Ha poi combattuto nella battaglia di Fredericksburg, ed, a seguito di problemi di salute, è stato nominato colonnello il 12 novembre 1863 nello staff del generale Robert Ransom Jr. È stato promosso a Generale di Brigata il 23 settembre 1864. Ha poi servito con il Gen. Rosser nella cavalleria della Valle. Nel dicembre del 1864, lui e sua moglie hanno eseguito il blocco in Canada per una missione dei servizi segreti. Sono rimasti a Montréal, in Canada fino alla primavera del 1866 prima di tornare in Virginia.
Lee è morto a Yellow Sulphur Springs, in Virginia , ed è sepolto a Lexington, in Virginia , nello Stonewall Jackson Memorial Cemetery.

## Ascendenza
|                       |                |                                   | Genitori                      |  |  | Nonni |  |  | Bisnonni     |  |  | Trisnonni   |  |
|                       |                |                                   |                               |  |  |       |  |  | Henry Lee II |  |  | Henry Lee I |  |
|                       |                |                                   |                               |  |  |       |  |  | Henry Lee II |  |  | Henry Lee I |  |
|                       |                | Mary Bland                        |                               |  |  |       |  |  | Henry Lee II |  |  |             |  |
| Edmund Jennings Lee I |                |                                   |                               |  |  |       |  |  | Henry Lee II |  |  |             |  |
|                       |                | Lucy Grymes                       | Charles Grymes                |  |  |       |  |  |              |  |  |             |  |
|                       |                | Lucy Grymes                       | Charles Grymes                |  |  |       |  |  |              |  |  |             |  |
|                       |                | Lucy Grymes                       | Frances Jennings              |  |  |       |  |  |              |  |  |             |  |
| Edmund Jennings Lee   |                | Lucy Grymes                       |                               |  |  |       |  |  |              |  |  |             |  |
|                       |                | Richard Henry Lee                 | Thomas Lee                    |  |  |       |  |  |              |  |  |             |  |
|                       |                | Richard Henry Lee                 | Thomas Lee                    |  |  |       |  |  |              |  |  |             |  |
|                       |                | Richard Henry Lee                 | Hannah Harrison Ludwell       |  |  |       |  |  |              |  |  |             |  |
| Sarah Caldwell        |                | Richard Henry Lee                 |                               |  |  |       |  |  |              |  |  |             |  |
|                       |                | Anne Gaskins                      | Thomas Gaskins III            |  |  |       |  |  |              |  |  |             |  |
|                       |                | Anne Gaskins                      | Thomas Gaskins III            |  |  |       |  |  |              |  |  |             |  |
|                       |                | Anne Gaskins                      | Sarah Ann Eustace             |  |  |       |  |  |              |  |  |             |  |
| Edwin Gray Lee        |                | Anne Gaskins                      |                               |  |  |       |  |  |              |  |  |             |  |
|                       | Henry Bedinger | Hans Adam Budinger                |                               |  |  |       |  |  |              |  |  |             |  |
|                       | Henry Bedinger | Hans Adam Budinger                |                               |  |  |       |  |  |              |  |  |             |  |
|                       | Henry Bedinger | Ann Margaretha Margarethe Schusch |                               |  |  |       |  |  |              |  |  |             |  |
| Daniel Bedinger       | Henry Bedinger |                                   |                               |  |  |       |  |  |              |  |  |             |  |
|                       |                | Maria Magdalena Schlegel          | Christoph Friederich Schlegel |  |  |       |  |  |              |  |  |             |  |
|                       |                | Maria Magdalena Schlegel          | Christoph Friederich Schlegel |  |  |       |  |  |              |  |  |             |  |
|                       |                | Maria Magdalena Schlegel          | Anna Maria Eyster             |  |  |       |  |  |              |  |  |             |  |
| Henrietta Bedinger    |                | Maria Magdalena Schlegel          |                               |  |  |       |  |  |              |  |  |             |  |
|                       |                | Robert Rutherford                 | Thomas Hugh Rutherford        |  |  |       |  |  |              |  |  |             |  |
|                       |                | Robert Rutherford                 | Thomas Hugh Rutherford        |  |  |       |  |  |              |  |  |             |  |
|                       |                | Robert Rutherford                 | Sara de Montargis             |  |  |       |  |  |              |  |  |             |  |
| Sarah Rutherford      |                | Robert Rutherford                 |                               |  |  |       |  |  |              |  |  |             |  |
|                       |                | Mary D'Aubigne                    | …                             |  |  |       |  |  |              |  |  |             |  |
|                       |                | Mary D'Aubigne                    | …                             |  |  |       |  |  |              |  |  |             |  |
|                       |                | Mary D'Aubigne                    | …                             |  |  |       |  |  |              |  |  |             |  |
|                       |                | Mary D'Aubigne                    |                               |  |  |       |  |  |              |  |  |             |  |

## Riferimenti
- Alexander, Frederick Warren. Stratford Hall and the Lees Connected with its History (1912) History of the Lee family.
- Warner, Ezra J., Generals in Gray: Lives of the Confederate Commanders, Louisiana State University Press, 1959.